# Ranch Site
Ranch Site es una localidad de Santa Lucía que forma parte del distrito de Gros Islet.